# Raymond II Amauri
Pour les articles homonymes, voir Raymond II.
Raymond Amauri (ou Raimond dit Amauri) est un prélat du Moyen Âge, trente-septième évêque connu de Nîmes de 1242 à 1272.

## Éléments biographiques
Raymond II, surnommé Amauri, succède à Arnaud comme évêque de Nîmes le 19 juillet 1242.
Son épiscopat est l'un des plus longs. En octobre 1272, il fait partie des prélats qui écrivent aux cardinaux puis au pape en faveur de Pierre de Montbrun. Il meurt à la fin de l'année 1272. Il est enterré sous l'autel de la chapelle Sainte-Agnès qu'il avait fait bâtir dans la cathédrale de Nîmes.